# Chromogobius quadrivittatus
Chromogobius quadrivittatus é uma espécie de peixe da família Gobiidae e da ordem Perciformes.

## Morfologia
- Os machos podem atingir 6,6 cm de comprimento total.[6]

## Reprodução
Os ovos são en forma de pera.

## Alimentação
Alimenta-se de decápodes pequenos e crustáceos anfípodes.

## Habitat
É um peixe marítimo e demersal.

## Distribuição geográfica
É encontrado no Mar Mediterrâneo e Mar Negro.

## Observações
É inofensivo para os humanos.